# Yassıören, Başmakçı
Yassıören là một xã thuộc huyện Başmakçı, tỉnh Afyonkarahisar, Thổ Nhĩ Kỳ. Dân số thời điểm năm 2011 là 346 người.